# Callinicus pictitarsis
Callinicus pictitarsis là một loài ruồi trong họ Asilidae. Callinicus pictitarsis được Bigot miêu tả năm 1878. Loài này phân bố ở vùng Tân Bắc giới.